# Ґодзілла проти Мегагіруса
«Ґодзілла проти Мегагіруса» (яп. ゴジラ×メガギラスG消滅作戦, ґодзіра тай меґаґірасу дзі:сьо:мецу сакусен, «Ґодзілла і Мегагірус: Команда на знищення») — фантастичний японський кайдзю-фільм режисера Масаакі Тедзукі. Це двадцять четвертий фільм про гігантського динозавра Ґодзіллу, другий про Меганулонів і перший і єдиний про Мегагіруса. Це другий фільм в епо́сі Міленіум. В Японії фільм вийшов у прокат 16 грудня 2000 року. На відміну від попереднього фільму, «Ґодзілла проти Мегагіруса» не демонструвався в північноамериканських кінотеатрах, його прем'єра на телебаченні в США відбулася на каналі Syfy. У 2004 році фільм був виданий Sony на DVD.
Сюжет цього фільму ігнорує події всіх попередніх фільмів (у тому числі й фільму «Ґодзілла 2000», попри те, що Ґодзілла у цих двох фільмах виглядає однаково), маючи відношення лише до «Ґодзілли» 1954 року, але й то з істотною зміною: у всесвіті цього фільму Ґодзілла не був вбитий, а лише зник на довгий час.

## Сюжет
У 1954 році Ґодзілла нападає на Токіо, після чого Ґодзілла зникає, а столицю Японії переносять в Осаку. Після цього Ґодзілла ще декілька разів нападав на Японію. Під час одного з нападів Ґодзілла вбив всіх рейнджерів, крім Кіріко Цудзіморі.
У 2001 році інженера-любителя Хадзіме запрошують в секретний штаб з вивчення Ґодзілли. Йому пропонують взяти участь у розробці плазмової зброї, здатної створити чорну діру. Він погоджується. Пізніше цю зброю було зроблено. Під час випробування зброї вдається домогтися бажаного результату, але хлопчик Дзюн бачить це, а пізніше неподалік місця, де відбувалися випромінювання, помічає гігантську бабку і знаходить велетенське яйце, яке забирає з собою до дому. Коли Дзюн був в гостях у родичів в Токіо, він викидає яйце в каналізацію. З нього відділяються кокони, з яких вилуплюються Меганулони, які починають нападати на людей. Пізніше Меганулони перетворюються на Меганул, схожих на гігантських бабок.
В цей час в штабі за допомогою супутника знаходять Ґодзіллу. Кіріко, яка прилетіла туди на літаку, встановлює на нього датчик стеження, і тепер в Ґодзіллу можна будь-коли вистрілити чорною дірою з космосу за допомогою супутника з гарматою. В цей час район Сібуя затоплює водою, а Меганули збираються в зграю і летять до Ґодзілли, якого заманили на безлюдний острів. Меганули заважають вистрілити в Ґодзіллу чорною дірою. Вони всмоктують його ядерну енергію. В Ґодзіллу стріляють чорною дірою, але він не зникає. До наступного вистрілу потрібно почекати дві години, адже пристрій перегрівся. Ґодзілла слідує за Меганулами до Токіо. Меганули пірнають під воду у Токіо і передають всмоктану енергію Ґодзілли своїй величезній матці Мегагірусу, після чого помирають. Мегагірус руйнує місто, махаючи своїми крилами, помахи яких створюють ультразвукові хвилі. Через атаку Мегагіруса Хадзіме отримує перелом руки. Ранком Ґодзілла доходить до Токіо і починає битися з Мегагірусом. У монстрів планують вистрілити чорною дірою, але ультразвукові хвилі від крил Мегагіруса виводять пристрій з ладу. Ґодзілла добиває Мегагіруса. Супутник зі зброєю зходить з орбіти та падає. Націлити зброю на Ґодзіллу не вдається, і тоді Кіріко вилітає на літаку, щоб приціл впав на неї. Вона вистрибує з літака, а плазмова зброя стріляє в літак, який палає на Ґодзіллу. Ґодзілла зникає.
У фіналі фільму Кіріко знову відвідує Хадзіме і каже, що Ґодзілла міг вислизнути з чорної діри. Хадзіме погоджується допомогти.
У сцені після титрів Дзюн знаходиться в школі, як раптом з'являється Ґодзілла і реве.

## Кайдзю
- Ґодзілла
- Мегагірус
- Меганулони
- Меганули

## В ролях
- Місато Танака — рейнджер Кіріко Цудзіморі
- Сьосуке Таніяра — інженер Хадзіме Кюдо
- Юріко Хосі — професор Йосіно Йосізава
- Масато Ібу — Мотоіко Сюгюра
- Тосіюкі Нагасіма — Такудзі Міягава
- Койхі Уеда — чиновник
- Цутомю Кітагава — Ґодзілла
- Мінорю Ватанабе — Мегагірус

## Виробництво
Це перший фільм про Ґодзіллу, режисером якого був Масаакі Тезука. Попередні два фільми були зняті Такао Окаварою. Зйомки фільму тривали майже сім місяців — з 12 січня по 9 липня 2000 року. 
Раніше Меганулони вже з'являлися в фільмі «Родан», знятому Ісіро Хондою в 1956 році. Сюжет фільму «Ґодзілла проти Мегагіруса» має схожість з сюжетом фільму «Гамера 2: Напад Космічного Легіону», знятим у 1996 році. 
У цьому фільмі, як і в фільмі «Ґодзілла 2000», Ґодзілла випускає атомний промінь жовтого кольору, а не синього, як в попередніх фільмах. Також в цьому фільмі використовується той самий костюм Ґодзілли, що і в попередньому. При бюджеті ¥950 млн ($8,3 млн), касові збори склали ¥1,2 млрд ($10 млн). Хоча фільм і окупився в японському прокаті, у нього були найнижчі показники зборів серед фільмів про Ґодзіллу епохи Міленіум.